# Diphymyces penicillifer
Diphymyces penicillifer är en svampart som beskrevs av A. Weir & W. Rossi 1997. Diphymyces penicillifer ingår i släktet Diphymyces och familjen Laboulbeniaceae.   Inga underarter finns listade i Catalogue of Life.